# Paolo Balsamo
Paolo Balsamo (Termini Imerese, 4 marzo 1764 – Palermo, 4 novembre 1816) è stato un abate, agronomo, economista e storico italiano, al servizio del Regno di Sicilia.

## Biografia
Di formazione ecclesiastica, si interessò maggiormente alle scienze naturali che alla teologia, e fu allievo dell'astronomo Giuseppe Piazzi.
Nel 1786, dalla cattedra di "economia civile, commercio e agricoltura", allora affidata a Vincenzo Emanuele Sergio, venne creata per Balsamo una cattedra di agricoltura alla Reale Accademia degli Studi di Palermo. Forte della nomina, Balsamo affrontò un lungo viaggio (1787-1791) tra Italia settentrionale, Francia e Inghilterra, per studiare le più moderne tecniche di coltura. Tornò in Sicilia, ricco di idee derivate da Arthur Young e Adam Smith, e di moderni attrezzi agricoli.
Divenuto abate, fu membro del braccio ecclesiastico del Parlamento siciliano.
Balsamo fu uno fra i più importanti redattori della Costituzione siciliana del 1812, scritta su ispirazione di quella inglese.

## Pensiero economico
Entrato in contatto con numerosi circoli illuministi, intese l'agricoltura in senso moderno, come una scienza che, attraverso l'abolizione di alcune norme protezionistiche, avrebbe potuto aumentare la stabilità economica dei proprietari terrieri (che si sarebbero trasformati in imprenditori) e le condizioni di vita dei contadini.
In questo contesto criticò la gabella e le vessazioni subite dai contadini siciliani.

## Opere
Paolo Balsamo fu un eccellente letterato, e si occupò di storia siciliana, prezioso il libro "Sulla istoria moderna del regno di Sicilia" che narra le vicende del regno isolano dell'ultimo secolo.
- Lettera sopra le cagioni della moderna scarsità paragonata alle antiche raccolte di grano nella Sicilia, in “Magazzino Georgico”, vol. V, Napoli 1787.
- Detail de la ferme di William Green de Bradfield - Combust dans le province de Surfolk, in “Società di Parigi”, 1790.
- Some particulars relating to Flanders: husbandry, in “Annals of Agriculture”, XIV, n. 83, 1790.
- Memorie economiche e agrarie riguardanti il regno di Sicilia, lette nella Real Accademia di Palermo, R. Stamperia, Palermo 1803.
- Sopra il vajuolo delle pecore. Lettera del professore di agricoltura, abate Paolo Balsamo, al nobil uomo ing. Vincenzo La Via, barone di Ficilino, Palermo 1804.
- Sopra la ruggine e il cattivo ricolto dei grani del corrente anno 1804 in Sicilia, R. Stamperia, Palermo 1804.
- Catalogo della libreria di S.M. Ferdinando III, Palermo 1808.
- Giornale di viaggio fatto in Sicilia e particolarmente nella contea di Modica, R. Stamperia, Palermo 1809.
- Principj di agricoltura e di vegetazione per gli agricoltori di Sicilia, Li Pomi, Palermo 1816.
- Sistema metrico per la Sicilia presentato a Sua Maestà dalla deputazione dei pesi e delle misure, con Giuseppe Piazzi e Domenico Marabbiti, R. Stamperia, Palermo 1809.
- Notizie sulle Fiandre, in “Giornale di Scienze ed Arti”, tom. III, Palermo 1823.
- Lettere di Paolo Balsamo al Principe di Torremuzza, in “Nuove Effemeridi”, vol. I, pp. 281-288.
- Memorie inedite di pubblica economia e agricoltura, pubblicato postumo nel 1845. Tip. A. Muratori, Palermo.
- Corso di agricoltura teorico-pratica, opera postuma, con note e supplimenti di georgofili siciliani, a cura di Agostino Gallo, Palermo, Biondo 1851.
- Segrete memorie della istoria moderna del Regno di Sicilia, a cura di Gregorio Ugdulena, Palermo 1848.
- Sulla istoria moderna del regno di Sicilia, memorie segrete, pubblicato postumo nel 1848.